# Barzaz
Pour les articles homonymes, voir Barzaz Breiz.
Barzaz est un groupe de musique bretonne et de chanson bretonne créé en 1988. Il est l'un des groupes phares de la scène traditionnelle bretonne des années 1980/1990. Très demandé en concert et servant d'exemple pour l'accompagnement musical du chant breton, Barzaz enregistre deux albums et se reforme en 2013 à la suite de la réédition des albums. Après le décès de Yann-Fañch Kemener, le groupe se reproduit sur scène à partir de 2022 avec Youenn Lange.

## Histoire du groupe
En 1988, Gilles Le Bigot (guitares) et Jean-Michel Veillon (flûtes), qui viennent d'arrêter Kornog, un groupe de musique bretonne avec un chanteur écossais, décident d'intégrer du chant breton en faisant appel à Yann-Fañch Kemener et fondent le groupe Barzaz (œuvre poétique), travaillant autour d'un répertoire poétique en breton. En 1989, pour assurer des demandes de concerts, le trio est rejoint par Alain Genty (basses) et David "Hopi" Hopkins (percussions). Ce quintet a donné naissance au "son Barzaz" et au premier album.
De même que le groupe Gwerz d'Erik Marchand, cette formation interprète des gwerz mais travaille son jeu musical en s'appuyant sur le texte. La formation est rapidement devenue une référence pour la musique bretonne. Leur premier disque, Ec'honder ("Espace" en breton), paraît en 1989 chez Escalibur (dist. Coop Breizh). On y retrouve également Youenn Le Bihan à la bombarde et J. Pol Huellou au sanza. Bien que ce soit pour la plupart des musiques traditionnelles, le son est très travaillé, autour des arrangements, les couleurs et les rythmiques. Les textes et gwerzioù font référence à l’espace, autant pour le fond (choix des textes et références à des genres musicaux d’ailleurs) que pour la forme (choix sonores et techniques).
Trois ans plus tard, Barzaz sort un nouveau disque, An den kozh dall ("Le vieillard aveugle"), qui fait référence au temps, à la chronologie et à l'histoire bretonne. La formation poursuit son travail d'interprétation. Ils invitent d’autres musiciens comme Youenn Le Bihan (bombarde et biniou), Josik Allot (hautbois), Jean-Marc Illien (claviers, programmations) et Thierry Moreau (violoncelle). Le disque présente gwerzioù dansées, marches. Sur Parrez Lok-Malo, s’ajoute à la voix et la flûte un violoncelle. Le disque est édité chez Keltia Musique ; 20 000 exemplaires des deux albums sont vendus.
Après de nombreux concerts en Bretagne, en France et à l'étranger jusqu'en 1995, le groupe rejoue en 1997 puis décide de s’arrêter, chacun ayant de nouveaux projets artistiques à réaliser.
Pour fêter ses 25 ans, Barzaz se reforme en 2013, remontant sur scène et enregistrant deux morceaux inédits accompagnant la réédition de leurs deux premiers disques dans un coffret produit par Keltia Musique. À la suite de la première représentation au festival de « La Gallésie en fête » à Monterfil en pays gallo, une tournée d'une vingtaine de concert est organisée par Big Bravo Spectacles.
Le groupe décide de rendre hommage à son chanteur, Yann-Fañch Kemener décédé en mars 2019, en faisant appel à la voix de Youenn Lange pour quelques concerts en 2022. Cette formule se produit au festival interceltique de Lorient en 2023.

## Membres du groupe

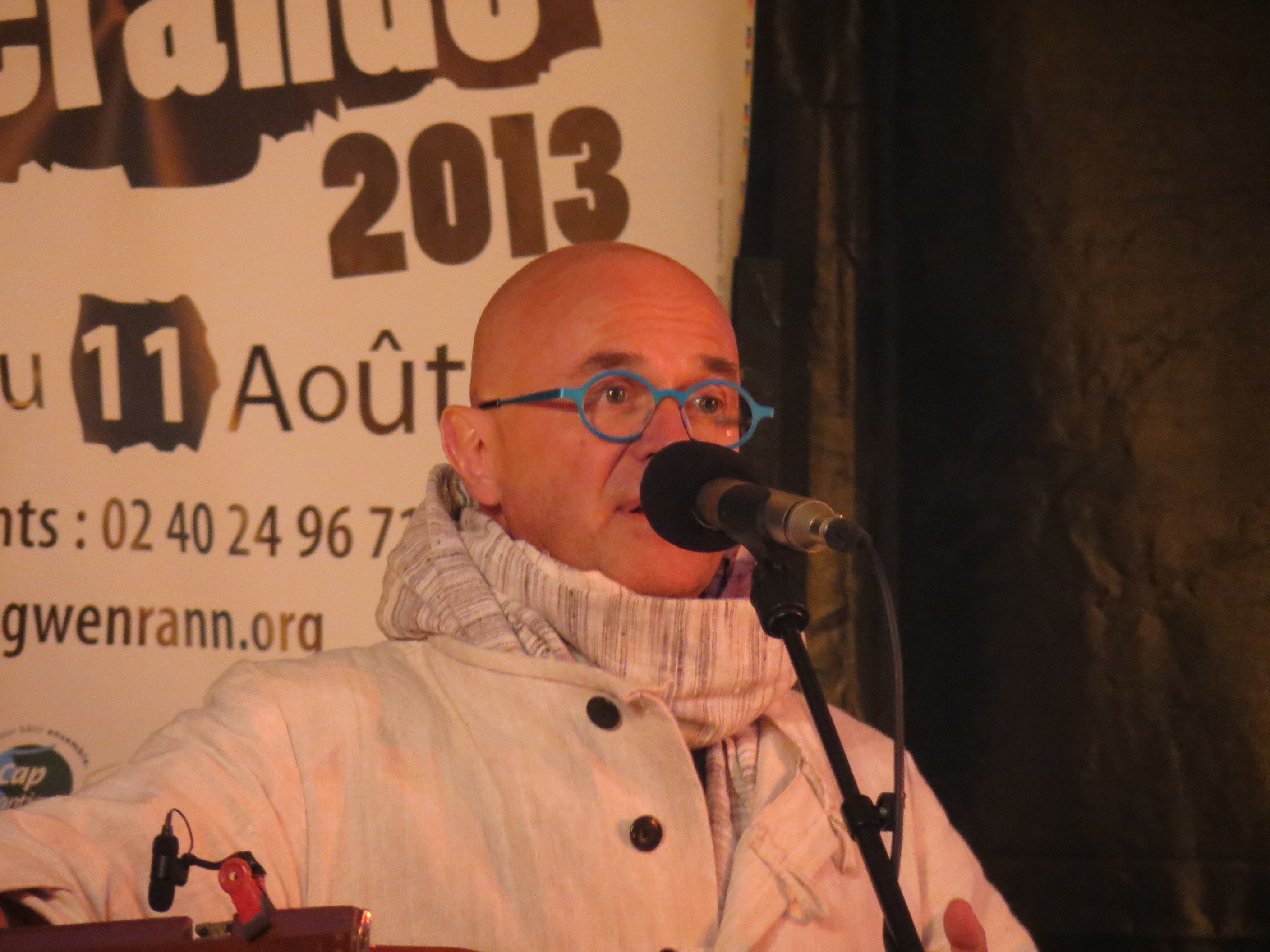
Yann-Fañch Kemener
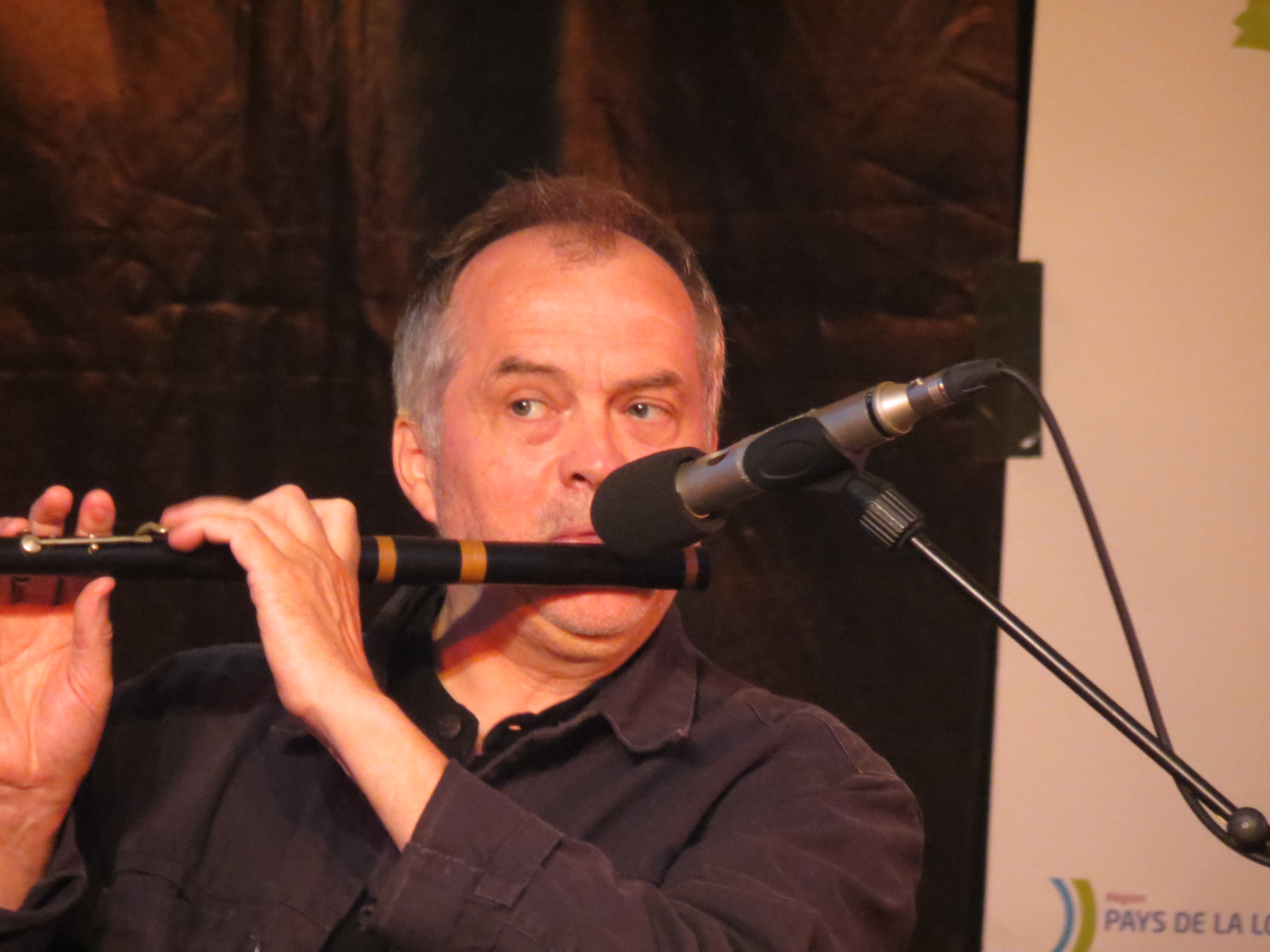
Jean-Michel Veillon
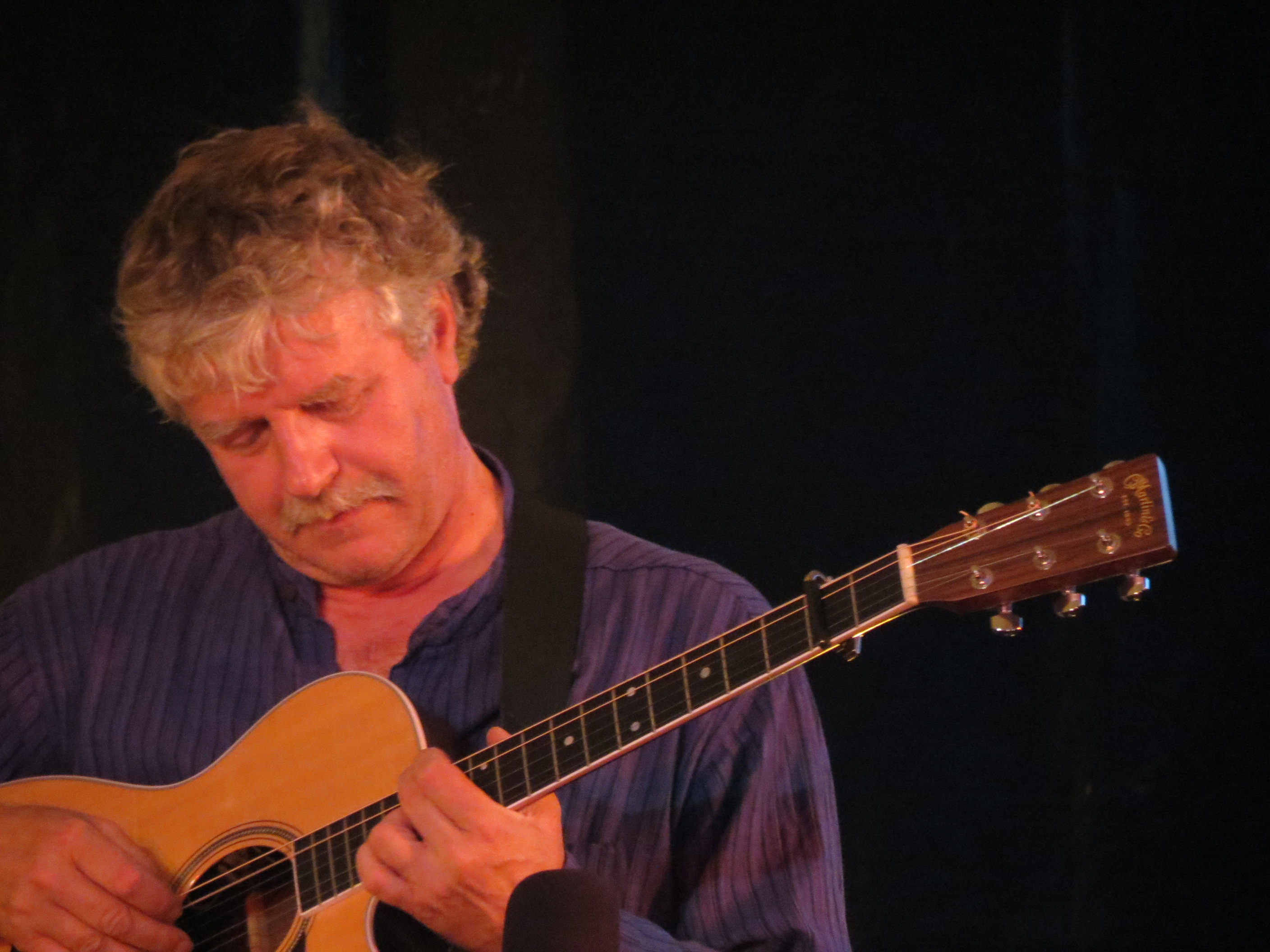
Gilles Le Bigot
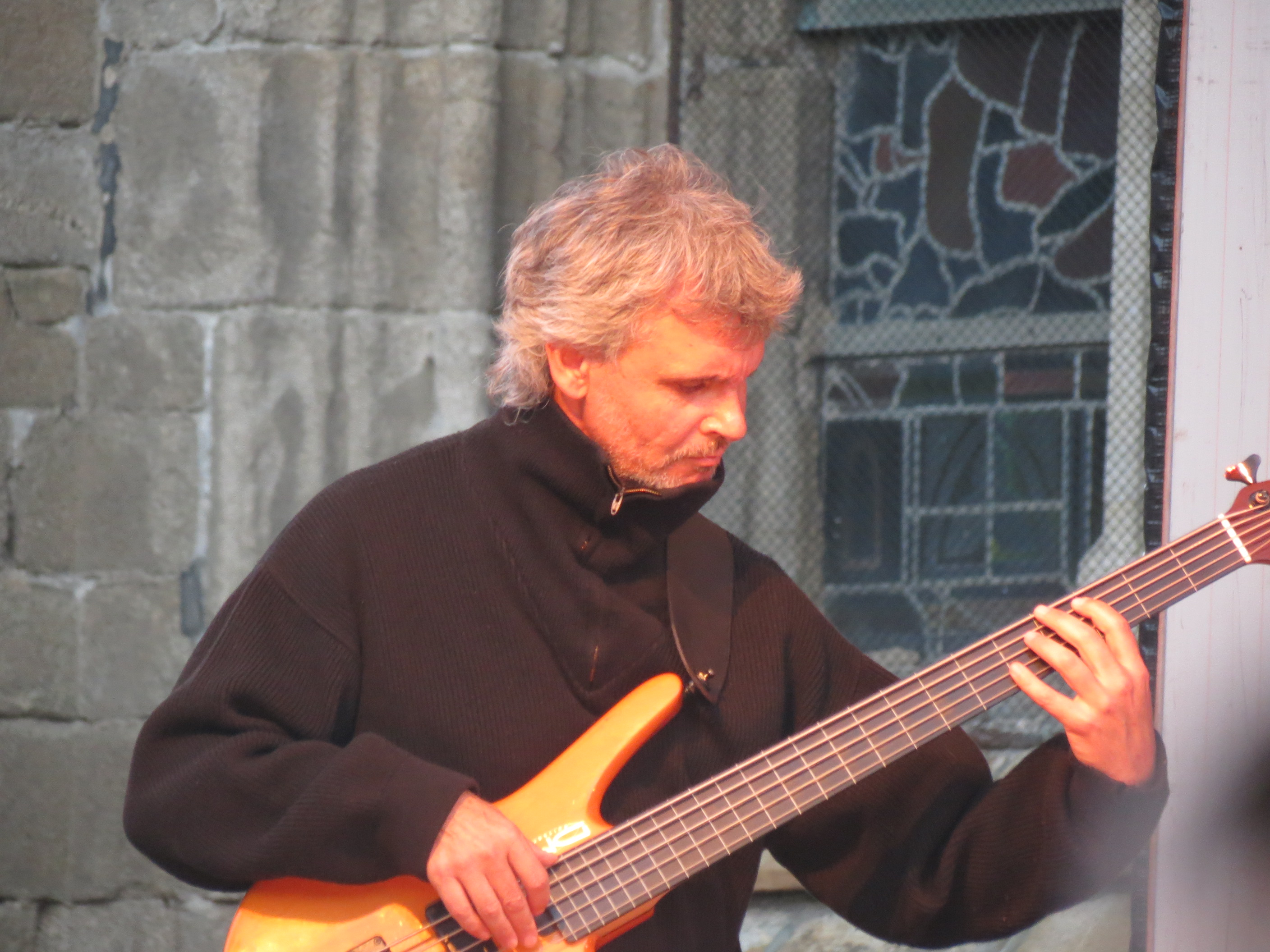
Alain Genty
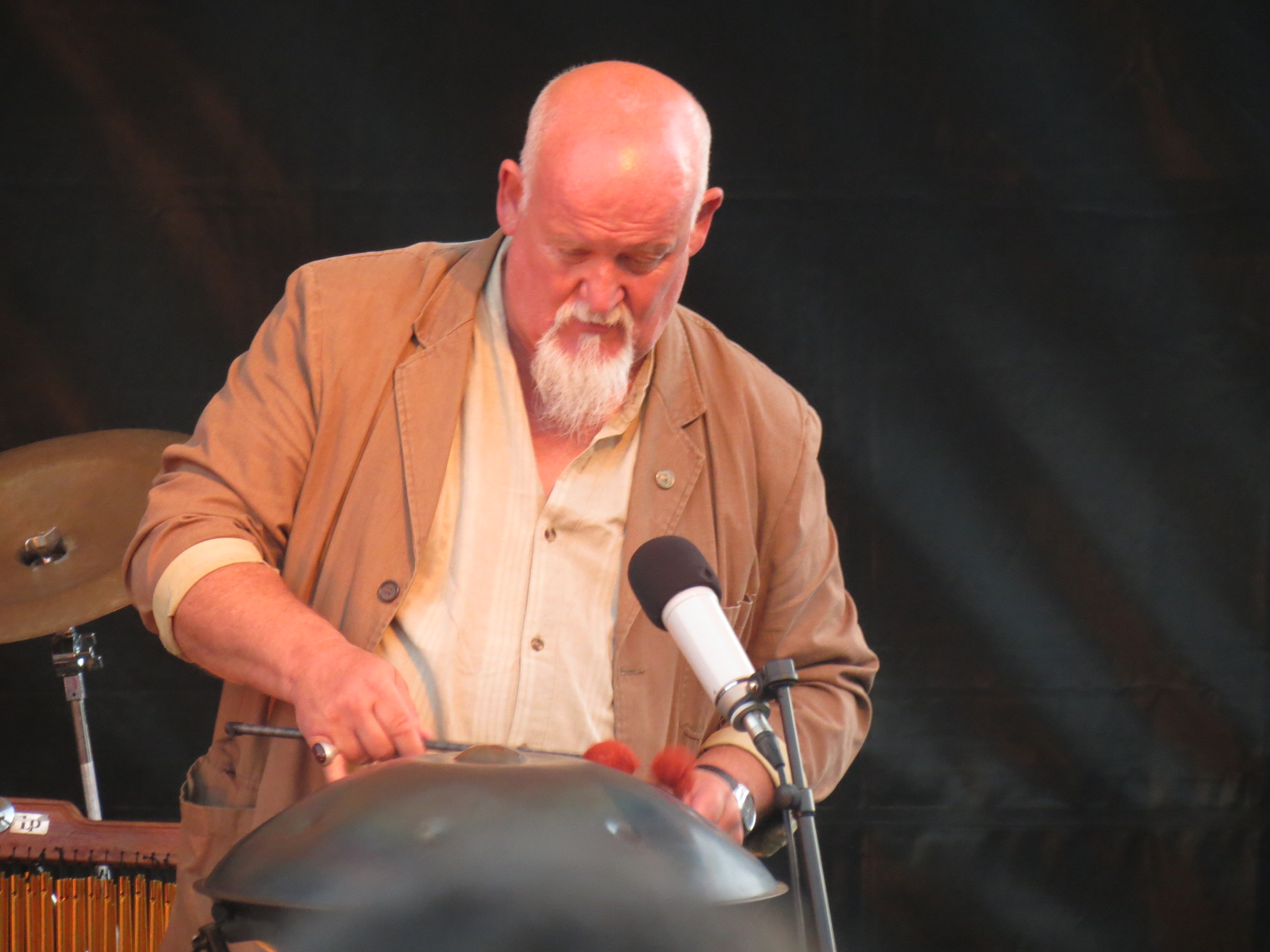
David Hopkins

- Yann-Fañch Kemener : chant
- Jean-Michel Veillon : flûte traversière en bois
- Gilles Le Bigot : guitare
- Alain Genty : basse fretless
- David Hopkins : percussions